# Lac Okeechobee
Cette page contient des caractères spéciaux ou non latins. S’ils s’affichent mal (▯, ?, etc.), consultez la page d’aide Unicode.
Pour les articles homonymes, voir Okeechobee.
Le lac Okeechobee (en anglais [okɪtʃobi]) est un lac de Floride, aux États-Unis. L'Okechobee est le deuxième plus grand lac d'eau douce situé complètement à l'intérieur du pays, après le lac Michigan, et est le plus grand du sud des États-Unis. À l'intérieur du lac se trouve le quintipoint où se rejoignent cinq comtés de Floride : Okeechobee - qui en tire son nom, Martin, Palm Beach, Hendry et Les Glades. L'Okechobee est la clé du système écologique de la Floride.

## Historique
En 1562, l'explorateur français  René de Goulaine de Laudonnière arpenta la région et décrivit ce lac, qu'il nomma Surruque du nom d'un peuple de la Nation Mayacas, lors de son exploration à l'intérieur des terres à l'époque de la Floride française.
De l'eau douce déborde du lac Okeechobee en formant une rivière large de 60 à 110 km, qui se déplace presque imperceptiblement et se déverse dans les Everglades.
En 1928 l'ouragan Okeechobee aspira les eaux du lac provoquant des inondations meurtrières faisant 2 500 victimes rien qu'en Floride. Dans les années 1930, le lac fut ceinturé par une digue de dix mètres de hauteur tandis que le trop plein était régulé par des lâchers sur la rivière Caloosahatchee vers le golfe du Mexique ou sur le canal Sainte-Lucie vers l'océan Atlantique. 
Le lac est aujourd'hui fortement pollué par le phosphore, en raison de l'agriculture intensive qui s'est développée à proximité (canne à sucre surtout, au sud-est, orange à l'ouest, polyculture au nord). Un grand projet de dépollution avec la création d'un réservoir au sud du lac visant à sauvegarder l'équilibre de l'écosystème des Everglades.

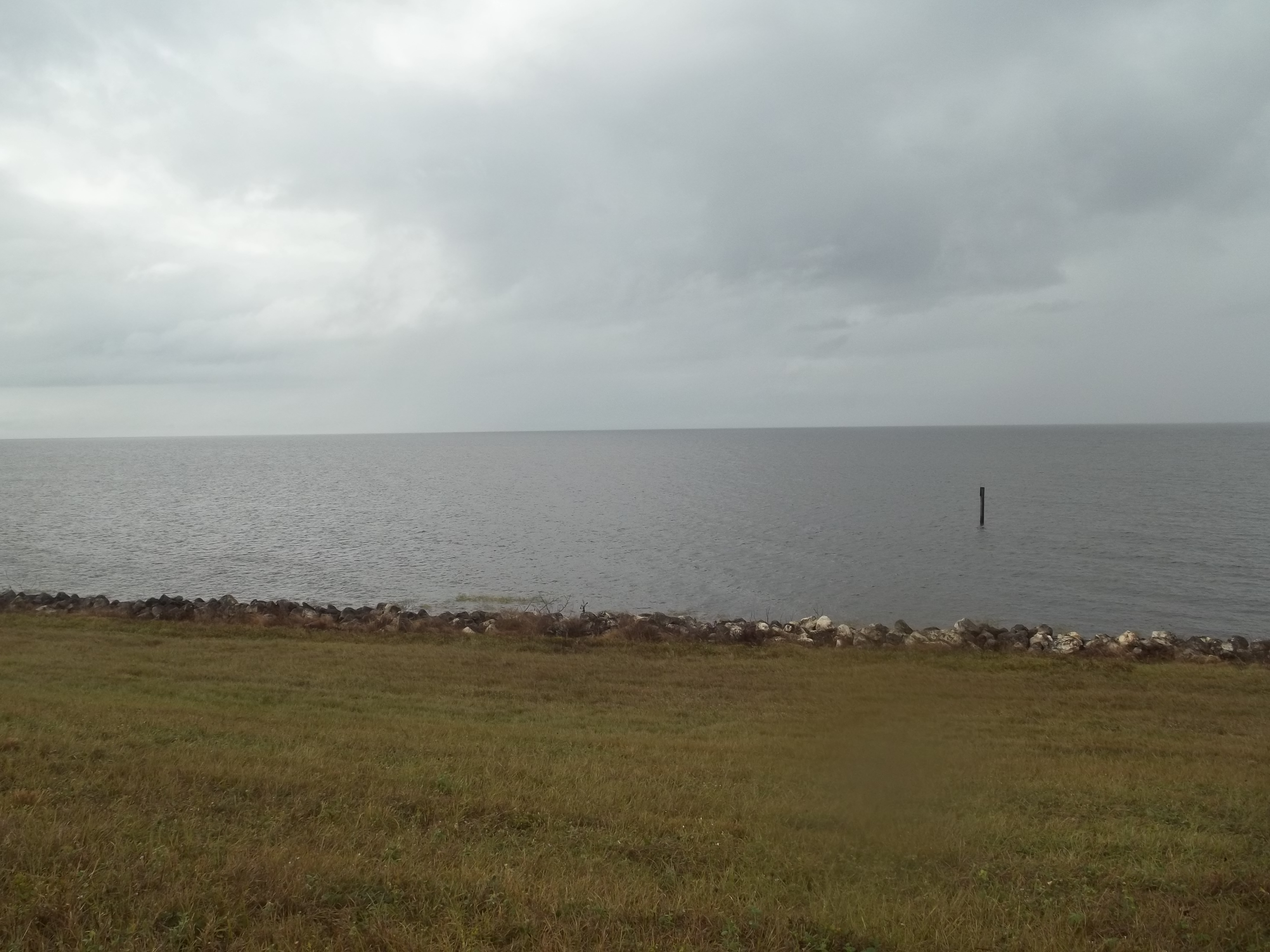

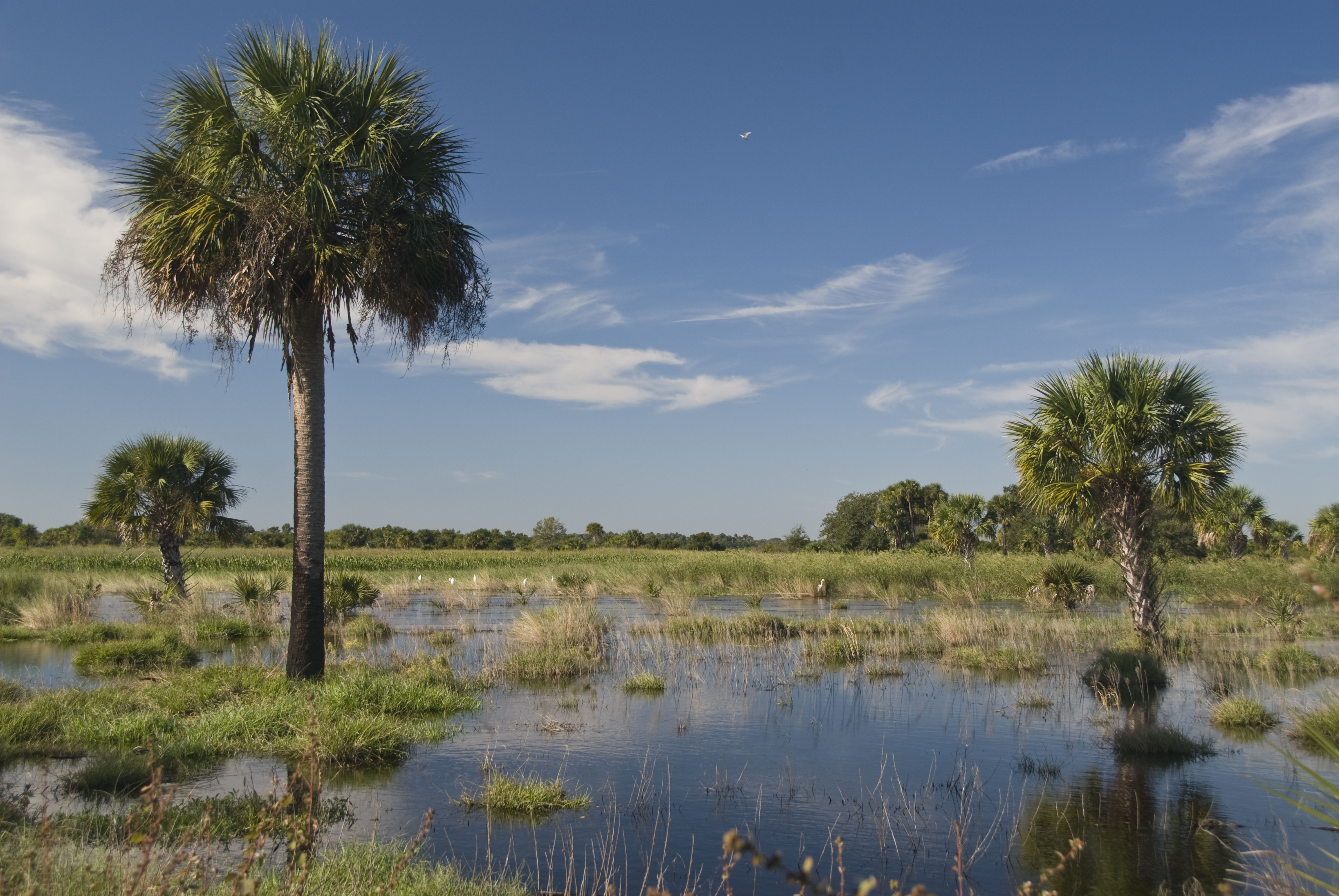